# 鎮守府 (日本海軍)
鎮守府（ちんじゅふ、旧字体：鎭守府、英語: Naval District, Naval Station）は、大日本帝国海軍の根拠地たる軍港に置かれた艦隊後方を統轄した機関。その前身は1871年（明治4年）に兵部省内に設置された海軍提督府（かいぐんていとくふ）である 。

## 概要
各鎮守府は、所轄海軍区の防備、所属艦艇の統率・補給・出動準備、兵員の徴募・訓練、施政の運営・監督にあたった。鎮守府司令長官（海軍大将・海軍中将）は、軍政に関して海軍大臣、作戦計画に関して海軍軍令部長（軍令部総長）、からそれぞれ指示を受けた。

## 一覧
- 横須賀鎮守府（神奈川県横須賀市、現・横須賀地方総監部）
- 呉鎮守府（広島県呉市、現・呉地方総監部）
- 佐世保鎮守府（長崎県佐世保市、現・佐世保地方総監部）
- 舞鶴鎮守府（京都府舞鶴市、現・舞鶴地方総監部）

## 歴史
もともと鎮守府はフランスの海防思想の名残である大西洋と地中海の二正面対応のための地域防衛が起源である。ただし、フランスにおいては明治末期にはほぼ不要になっている。
日本は、1875年に周辺の海域を東西の2海面に分けて東西各指揮官の指揮下に置くこととし、1876年に東海鎮守府と西海鎮守府の二つの鎮守府の設置を定めた。東海鎮守府をまず横浜に仮設し、1884年に横須賀へ移転して横須賀鎮守府と改称した。なお西海鎮守府として長崎に開府の通達はしたが開設はしなかった。
1886年に海軍条例を制定して日本沿岸の海面を5海軍区に分け、各海軍区に鎮守府と軍港の設置を定めた。横須賀のほかに、1889年に呉鎮守府と佐世保鎮守府、1901年に舞鶴鎮守府を開庁した。
当初予定されていた室蘭の設置は1903年に取り止めとなり、大湊を軍港よりも格下の要港とし、1905年に鎮守府よりも格下の要港部を設置した。大湊要港部は1941年11月に、鎮守府と同格の大湊警備府に改変された。警備府は鎮守府のような固有の艦艇や警備戦隊・防備戦隊を保有しない。
1905年に旅順口鎮守府が設置して1906年に旅順鎮守府と改称し、1914年に廃止した。舞鶴は1923年にワシントン軍縮条約のあおりで鎮守府を廃止して要港部へ格下げしたが、1939年に復活した。
鎮守府は第二次世界大戦後の1945年11月に廃止した。1952年（昭和27年）に発足した警備隊、1954年（昭和29年）に発足した海上自衛隊は、かつての海軍区・鎮守府に相当するものとして地方隊・地方総監部を置いた。現在は鎮守府から継承した横須賀地方隊・佐世保地方隊・呉地方隊・舞鶴地方隊を置いている。警備府から昇格した大湊地方隊があったが、2025年に廃された。
2016年4月に日本国内の鎮守府関連施設は「鎮守府 横須賀・呉・佐世保・舞鶴 〜日本近代化の躍動を体感できるまち〜」として日本遺産に認定された。

### 太平洋戦争における海上護衛
鎮守府の重要な任務の一つに、その管轄海域である「警備区」内における海上交通（シーレーン）の保護があった。戦時において、鎮守府司令長官は警備区内の防衛責任者として、沿岸航路を航行する船舶の護衛を指揮した。この任務は、外洋の長距離シーレーンを防衛する連合艦隊や、後に設立される海上護衛総司令部の任務とは区別されていた。
護衛戦力として、鎮守府には駆逐艦や潜水艦のほか、特設砲艦や特設駆潜艇といった特設艦艇で構成される「鎮守府海上交通保護隊」が配備された。これらの部隊は、港湾周辺の哨戒、機雷の掃海、個別の船団護衛などに従事した。しかし、高性能な敵潜水艦に対抗するには、旧式艦や装備の劣る特設艦艇では能力不足が否めず、多くの被害を出したとされる。
戦争末期、アメリカ軍による飢餓作戦が開始されると、鎮守府警備区内、特に関門海峡や瀬戸内海といった日本の大動脈に多数の機雷が敷設された。これにより国内の海上輸送は麻痺状態に陥り、鎮守府の掃海能力も限界に達した。鎮守府による近海防衛の努力もむなしく、海上交通の途絶は日本の敗戦を決定づける一因となった。